# تئودور استفنسون
تئودور استفنسون (انگلیسی: Theodore Stephenson؛ ۱۸۵۶ – ۱۹۲۸) فرد نظامی اهل بریتانیا بود. وی همچنین برندهٔ جوایزی همچون نشان حمام شده است.
او استفنسون که در کالج مارلبورو تحصیل کرده بود، در سال ۱۸۷۴ به هنگ ۵۶ پیاده‌نظام اعزام شد. او در جنگ دوم بوئر خدمت کرد و فرماندهی یک ستون را در حمله به پلسیس پورت بر عهده داشت. لرد کیچنر، فرمانده کل قوا در اواخر جنگ، در آخرین اعزام خود از آفریقای جنوبی در ژوئن ۱۹۰۲، استفنسون را به عنوان «افسر عالی که در هر کجا که استخدام شده است، عقل سلیم خود را نشان داده است» توصیف کرد. پس از پایان جنگ در ژوئن ۱۹۰۲، او چندین ماه با انتصاب به ستاد و رتبه محلی سرلشکر در آفریقای جنوبی ماند.
استفنسون همچنین در شورش زولو در سال ۱۹۰۵ خدمت کرد و در نوامبر ۱۹۰۶ به عنوان افسر کل فرمانده لشکر ششم، در سال ۱۹۰۷ به عنوان افسر کل فرمانده لشکر دوم، و در سال ۱۹۱۰ به عنوان فرمانده نیروهای مستقر در تنگه‌ها منصوب شد. او در جنگ جهانی اول به عنوان افسر کل فرمانده لشکر ۶۵ (دومین لشکر دشت) خدمت کرد و در سال ۱۹۱۸ بازنشسته شد.